# 香港薹草
香港薹草（学名：Carex ligata）为莎草科薹草属的植物。分布于中国大陆的福建、安徽、广东等地，生长于海拔600米至1,800米的地区，一般生长在林中、路边草丛中、山坡草甸及山坡林缘，目前尚未由人工引种栽培。

## 异名
- Carex ligata Boott ssp. formosensis (Levl et Van.) T. Koyama
- Carex ligata Boott var. nexa (Boott) Kuekenth.